# Bucelas (vino)
Bucelas es una denominación de origen controlada (DOC) portuguesa para vinos producidos en la región demarcada de Bucelas, que abarca parte del concelho de Loures, situado en las inmediaciones del estuario del Tajo. 
Los vinos de Bucelas pueden ser blancos o espumosos.

## Variedades de uva
- Blancas: Arinto (Pedernã), Sercial (Esgana Cão) y Rabo de Ovelha.